# カート・フラッド
カーティス・チャールズ・フラッド（Curtis Charles Flood, 1938年1月18日 - 1997年1月20日）は、MLBの元選手。ポジションは中堅手。アメリカ合衆国テキサス州ヒューストン出身。

## 経歴
1956年にシンシナティ・レッドレッグスと契約。マイナーで打率.340・29本塁打を記録し、9月9日のセントルイス・カージナルス戦でメジャーデビュー。1957年9月25日のシカゴ・カブス戦でメジャー初安打を本塁打で飾る。12月5日に3選手との交換トレードで、1選手と共にカージナルスに移籍。

### セントルイス・カージナルス
1958年は開幕をマイナーで迎えたが、すぐに昇格。そのままセンターの定位置を確保し、前半戦で打率.317を記録するが後半戦は不振に陥った。その後2年は目立った数字を残せなかった。1961年は8月からレギュラーに定着すると調子を上げ、打率.322を記録。1962年は開幕から17試合連続安打を記録するなど好調で、打率.296、キャリアハイの12本塁打。1963年は後半戦で打率.341を記録し、打率.302、リーグ4位タイの200安打。初のゴールドグラブ賞を受賞し、以後7年連続で受賞する。1964年はオールスターゲームに初選出される。打率.311、いずれもリーグ最多の211安打・739打席・679打数を記録し、チームの18年ぶりのリーグ優勝に貢献。ニューヨーク・ヤンキースとのワールドシリーズでは打率.200に終わるが、チームはワールドチャンピオンに輝いた。1965年は打率.310・191安打、キャリアハイの83打点を記録。同年9月3日からリーグ記録の226試合連続無失策。1967年はキャリアハイの打率.335を記録し、チームは3年ぶりのリーグ優勝。ボストン・レッドソックスとのワールドシリーズでは打率.179と振るわなかったが、ボブ・ギブソンが3勝を挙げる大活躍で3年ぶりのワールドチャンピオンとなった。1968年はチームのキャプテンに就任。メジャー全体で49人が防御率2点台を記録する「ピッチング・イヤー」だったが、メジャー全体で6人のみだった打率3割（.301）を記録し、チームのリーグ連覇に貢献。デトロイト・タイガースとのワールドシリーズでは最終第7戦、両チーム無得点で迎えた7回2死一、二塁のピンチでジム・ノースラップの打球を追う際に転倒し2失点。チームは敗れてシリーズ連覇はならなかった。MVPの投票では4位に入った。

### カート・フラッド事件
1969年10月7日にディック・アレン他2選手との交換トレードで、ティム・マッカーバー他2選手と共にフィラデルフィア・フィリーズへの移籍が成立。これをフラッドが拒否し、12月24日にMLBコミッショナーのボウイ・キューン宛にトレードの無効を訴える書面を送るが、拒否される。
MLB選手会事務局長のマービン・ミラーは費用の負担等、裁判への全面的支援を約束。また、アメリカを代表する弁護士の1人であったアーサー・ゴールドバーグが報酬を度外視しての協力を約束し、1970年1月16日に、保留条項（選手の自由意志による移籍や、トレード拒否を認めない条項）を奴隷制度に例えて独占禁止法違反と主張し、キューンとMLBに対して410万ドルの損害賠償を求める訴訟を起こす。フラッドは同年のシーズンを棒に振るが、8月に訴えが却下される。トレード自体はフラッドの移籍拒否に伴い、カージナルスがフラッドに代わる2選手を譲渡したことで形式上完結していたが、契約上フラッドもフィリーズの所属となっていた。

### 以後
1970年11月3日にジーン・マーティン（後中日・大洋）他2選手との交換トレードでワシントン・セネターズに移籍するが1年半のブランクは大きく、またプレイするモチベーションも失っており、1971年は13試合に出場して打率.200と振るわず、4月に現役を引退した。裁判はその後も続き最高裁にまで持ち込まれるが敗訴。結果的に自らの選手生命を縮めたが、この問題を通じて保留条項に風穴を開け、これをきっかけに「10年間球界に所属し、5年間同一チームに在籍した選手はトレードを拒否できる」という「10 and 5 ルール（ノートレード条項）」が1975年に作られ、同時に年俸調停制度が始まった。更にはフリーエージェント制度導入のきっかけにもなった。
引退後はオークランド・アスレティックスの専属解説者等を務めたが、若い頃からの飲酒と喫煙がたたり、1997年1月20日に咽頭がんのためロサンゼルス市内で死去。59歳没。
2020年10月19日、MLB選手会はフラッドを称えて、選手会や選手の権利向上に寄与した人物に贈る「カート・フラッド賞 (Curt Flood Award) 」を創設することを発表した。

## 選手としての特徴
ミート力が高く、1960年代に打率.300以上を6度記録してリーグを代表する巧打者として活躍した。6度のうち、3年連続.300以上・2年連続.300以上が、それぞれ1度ずつある。盗塁技術は低く、通算88盗塁に対して盗塁死が73個あり、成功率は55％である。

## 年度別打撃成績
| 年 度      | 球 団      | 試 合 | 打 席 | 打 数 | 得 点 | 安 打 | 二 塁 打 | 三 塁 打 | 本 塁 打 | 塁 打 | 打 点 | 盗 塁 | 盗 塁 死 | 犠 打 | 犠 飛 | 四 球 | 敬 遠 | 死 球 | 三 振 | 併 殺 打 | 打 率 | 出 塁 率 | 長 打 率 | O P S |
| ---------- | ---------- | ----- | ----- | ----- | ----- | ----- | -------- | -------- | -------- | ----- | ----- | ----- | -------- | ----- | ----- | ----- | ----- | ----- | ----- | -------- | ----- | -------- | -------- | ----- |
| 1956       | CIN        | 5     | 1     | 1     | 0     | 0     | 0        | 0        | 0        | 0     | 0     | 0     | 0        | 0     | 0     | 0     | 0     | 0     | 1     | 0        | .000  | .000     | .000     | .000  |
| 1957       | CIN        | 3     | 3     | 3     | 2     | 1     | 0        | 0        | 1        | 4     | 1     | 0     | 0        | 0     | 0     | 0     | 0     | 0     | 0     | 0        | .333  | .333     | 1.333    | 1.667 |
| 1958       | STL        | 121   | 461   | 422   | 50    | 110   | 17       | 2        | 10       | 161   | 41    | 2     | 12       | 4     | 0     | 31    | 1     | 4     | 56    | 17       | .261  | .317     | .382     | .699  |
| 1959       | STL        | 121   | 226   | 208   | 24    | 53    | 7        | 3        | 7        | 87    | 26    | 2     | 1        | 0     | 2     | 16    | 0     | 0     | 35    | 6        | .255  | .305     | .418     | .724  |
| 1960       | STL        | 140   | 442   | 396   | 37    | 94    | 20       | 1        | 8        | 140   | 38    | 0     | 3        | 4     | 4     | 35    | 7     | 4     | 54    | 12       | .237  | .303     | .354     | .656  |
| 1961       | STL        | 132   | 380   | 335   | 53    | 108   | 15       | 5        | 2        | 139   | 21    | 6     | 2        | 7     | 0     | 35    | 2     | 3     | 33    | 6        | .322  | .391     | .415     | .806  |
| 1962       | STL        | 151   | 701   | 635   | 99    | 188   | 30       | 5        | 12       | 264   | 70    | 8     | 6        | 8     | 6     | 42    | 0     | 10    | 57    | 11       | .296  | .346     | .416     | .762  |
| 1963       | STL        | 158   | 714   | 662   | 112   | 200   | 34       | 9        | 5        | 267   | 63    | 17    | 12       | 6     | 2     | 42    | 3     | 2     | 57    | 5        | .302  | .345     | .403     | .748  |
| 1964       | STL        | 162   | 739   | 679   | 97    | 211   | 25       | 3        | 5        | 257   | 46    | 8     | 11       | 11    | 1     | 43    | 1     | 5     | 53    | 9        | .311  | .356     | .378     | .734  |
| 1965       | STL        | 156   | 683   | 617   | 90    | 191   | 30       | 3        | 11       | 260   | 83    | 9     | 3        | 6     | 3     | 51    | 4     | 6     | 50    | 10       | .310  | .366     | .421     | .788  |
| 1966       | STL        | 160   | 667   | 626   | 64    | 167   | 21       | 5        | 10       | 228   | 78    | 14    | 7        | 7     | 4     | 26    | 0     | 4     | 50    | 11       | .267  | .298     | .364     | .663  |
| 1967       | STL        | 134   | 562   | 514   | 68    | 172   | 24       | 1        | 5        | 213   | 50    | 2     | 2        | 4     | 5     | 37    | 1     | 2     | 46    | 8        | .335  | .378     | .414     | .793  |
| 1968       | STL        | 150   | 666   | 618   | 71    | 186   | 17       | 4        | 5        | 226   | 60    | 11    | 6        | 6     | 4     | 33    | 2     | 5     | 58    | 8        | .301  | .339     | .366     | .705  |
| 1969       | STL        | 153   | 672   | 606   | 80    | 173   | 31       | 3        | 4        | 222   | 57    | 9     | 7        | 9     | 2     | 48    | 1     | 7     | 57    | 13       | .285  | .344     | .366     | .710  |
| 1971       | WSA        | 13    | 40    | 35    | 4     | 7     | 0        | 0        | 0        | 7     | 2     | 0     | 1        | 0     | 0     | 5     | 0     | 0     | 2     | 1        | .200  | .300     | .200     | .500  |
| 通算：15年 | 通算：15年 | 1759  | 6957  | 6357  | 851   | 1861  | 271      | 44       | 85       | 2475  | 636   | 88    | 73       | 72    | 33    | 444   | 22    | 52    | 609   | 117      | .293  | .342     | .389     | .732  |

- 太字はリーグ1位。
- 1970年は試合出場なし。

## 獲得タイトル・表彰・記録

### 表彰
- ゴールドグラブ賞 7回：1963年 - 1969年
- MLBオールスターゲーム選出 3回：1964年, 1966年, 1968年